# Palacio de Deportes de Murcia
El Palacio Municipal de Deportes de Murcia (Región de Murcia, España) es un pabellón de deportes usado principalmente para baloncesto y fútbol sala. También se producen conciertos y mítines políticos. El recinto sirve de sede para el equipo de baloncesto Club Baloncesto Murcia y para el equipo de fútbol sala ElPozo Murcia.

## Características
Tiene un aforo total de 7454 espectadores (6034 en graderías fijas,1208 en graderías móviles), y 106 en palco. Diseñado por el arquitecto Miguel Ángel Beloqui, fue construido en 1994, contando con las mejores innovaciones existentes de la época y costando más de 4500 millones de pesetas.
El nuevo escenario deportivo fue inaugurado con una victoria frente al Festina Andorra, asistiendo a este evento todas las autoridades murcianas, así como el presidente de la ACB, Eduardo Portela.
Está situado en la avenida del Rocío, en la zona de la capital murciana conocida como las Atalayas, dentro ya de terrenos pertenecientes a la pedanía de Puente Tocinos.

## Instalaciones
Cuenta con instalaciones adecuadas para el desarrollo de competiciones de alto nivel. En su interior podemos encontrar un completo gimnasio con una sala de pesas y aparatos además de múltiples dependencias de carácter polivalente, una pista auxiliar de entrenamiento de dimensiones 34m. x 20. situada bajo la grada este del palacio y 6 pistas para practicar squash con graderío. Además cuenta con 6 vestuarios colectivos y 4 para árbitros..
- Datos: Q7126311